# Municipio de Penn (condado de Guthrie)
El municipio de Penn (en inglés: Penn Township) es un municipio ubicado en el condado de Guthrie en el estado estadounidense de Iowa. En el año 2010 tenía una población de 524 habitantes y una densidad poblacional de 10,22 personas por km².

## Geografía
El municipio de Penn se encuentra ubicado en las coordenadas 41°33′4″N 94°17′13″O / 41.55111, -94.28694. Según la Oficina del Censo de los Estados Unidos, el municipio tiene una superficie total de 51.28 km², de la cual 50,85 km² corresponden a tierra firme y (0,84 %) 0,43 km² es agua.

## Demografía
Según el censo de 2010, había 524 personas residiendo en el municipio de Penn. La densidad de población era de 10,22 hab./km². De los 524 habitantes, el municipio de Penn estaba compuesto por el 97,52 % blancos, el 0,38 % eran afroamericanos, el 0,38 % eran amerindios, el 0,19 % eran isleños del Pacífico, el 0,95 % eran de otras razas y el 0,57 % eran de una mezcla de razas. Del total de la población el 1,34 % eran hispanos o latinos de cualquier raza.